# .af
.af — национальный домен верхнего уровня для Афганистана.

## Ограничения и срок регистрации
Какие-либо ограничения на регистрацию и использование доменного имени в зоне .af отсутствуют. Срок регистрации обычно составляет от одного до двух месяцев; максимальный срок — шесть месяцев.

## Список поддоменов второго уровня
- com.af — коммерческие сайты
- edu.af — образовательные сайты
- gov.af — правительственные сайты
- net.af — сетевые провайдеры
- org.af — некоммерческие сайты